# Авија B-34
Авиа B-34 је чехословачки једноседи, двокрилни, борбени авион који је развила и произвела авионска компанија Авиа. Произведен је у периоду између Првог и Другог светског рата.

## Пројектовање и развој
Дошавши на место главног конструктора одељења за пројектовање војних авиона компаније Авиа Франтишек Новотни је предложио да се развије потпуно нова породица ловаца. Његов први пројект је био авион Авиа B-34, једносед, потпуно метални двокрилац са крилима прекривеним тканином. Авион је први пут полетео 2. фебруара 1932. године.

## Технички опис
Труп му је елиптичног попречног пресека. Носећа конструкција трупа је направљена од заварених челичних цеви високе чврстоће. Дијагонале за учвршћење рамова су од челичних цеви у пределу испред кокпита а иза према репу су жичане. Прамац трупа у пределу мотора до кабине пилота је обложен алуминијумским лимом. Ал-лимом је обложена и горња страна трупа око пилотске кабине. Изван лимене облоге, цео труп је обложен импрегнираним платном. Пилот је седео у отвореном кокпиту заштићен ветробранским стаклом. Прегледност из пилотске кабине је била добра јер се хладњак налазио испод мотора. Два митраљеза су била у хаптичком пољу пилота тако да је могао интервенисати кад дође до њиховог застоја у раду.
Погонска група се састоји од линијског V мотора са 12 цилиндара течношћу хлађен Avia Br.36 (lic.Hispano-Suiza 12Hbr) снаге 533 kW (725 KS) и двокраке вучне елисе непроменљивог корака направљене од ламинираног дрвета. Хладњак расхладне течности се налази испод мотора а усисник је лоциран између конструкције стајног трапа. Резервоар за гориво се налази у трупу авиона иза мотора а испред пилотске кабине.
Крила су била металне конструкције обложена платном, крила су имала облик правоугаоника са заобљеним крајевима. Доње крило је било краће од горњег. Крилца (елерони) су се налазили и на горњим и доњим крилима и били су међусобно повезани крутом везом. Крила су међусобно била повезана благо закошеним упорницама и облику латиничног слова N и затегама од челичне жице. Подупирачи и упорнице су направљени од челичних цеви. Горње крило је у односу на доње било померено унапред ка мотору. Горње крило је балдахином од челичних цеви било везано за труп авиона а доње крило је било конзолно.
Репне површине су класичне састоје се од три стабилизатора (један вертикални и два хоризонтална) елипсастог су облика.  Конструкција свих фикснох елемената репних површина је иста: цевасти челични оквир и челичне цеви као ребра а облога је од импрегнираног платна. Кормило правца са великом компезационом површином је направљено од челичних цеви и обложено платном. Кормила дубине су направљена такође од челичних цеви обложена платном. Хоризонтални стабилизатори су са по два цеваста челична подупирача ослоњени са сваке стране на доњу страницу трупа.
Стајни трап је био класичан, направљен као челична конструкција од заварених танкозидих цеви. Точкови су били независни (нема осовине између њих). Сваки точак је челичном виљушком везан за труп авиона а у стубове ослонце су уграђени уљно-пнеуматски амортизери. У точкове су уграђене кочнице а обложени су аеродинамичком маским у циљу смањења отпора ваздуху. На репном делу се налази еластичнa дрљачa.

## Наоружање
Авион је био наоружан са два синхрона митраљеза Збројевка vz. 30 kalibra 7,92 mm, постављена у трупу авиона и гађала су кроз обртно поље елисе.
| Наоружање авиона: Авија        |                     |
| Ватрено (стрељачко) наоружање  |                     |
| Топ                            |                     |
| Митраљез                       |                     |
| Број и ознака митраљеза        | 2 x Zbrojevka vz.30 |
| Калибар                        | 7,92                |
| Бомбардерско наоружање (бомбе) |                     |
| Ракетно наоружање (ракете)     |                     |

## Верзије
Произведено је 12 истоветних авиона. Побољшања овог авиона довела је до пројекта новог авиона Авија B-534.

## Оперативно коришћење
Укоупо је направљено 12 авиона овог типа. Прототип је коришћен за даља побошања авиона и експериментисања. Авиони су 1934. године испоручени 3. чехословачком ваздухопловном пуку и у њему су службовали неколико година. Кад су пристигли модернији авиони Авија B-34 су коришћени за обуку и тренажу пилота. Након окупације Чехословачке заробљене авионе Авија B-34 Немци су користили за обуку пилота.

## Земље које су користиле авион
- Чехословачка
- Нацистичка Немачка
- Словачка